# 皮膚劃痕症
皮膚劃痕症（dermatographism，dermatographia）又稱皮膚劃紋性蕁麻疹（dermatographic urticaria）、人工蕁麻疹，是皮膚病的一種，通常患者也有濕疹，屬於荨麻疹的一種類型。常見的皮膚劃痕症有兩種，分別是“單純性皮膚劃痕症”和“症狀性皮膚劃痕症”。

## 單純性皮膚劃痕症
“單純性皮膚劃痕症”，即用物件劃皮膚後，出現一道道的荨麻疹，但患者並沒有瘙痒感覺和其它不適，風疹塊一般會在15至20分鐘後會自行消退。這屬於正常人生理性的體質異常反應，約5%正常人有此現象。

## 症狀性皮膚劃痕症
“症狀性皮膚劃痕症”，同樣當皮膚受到物件刺激後，人體的肥大細胞會釋放出組織胺等活性物質，這些物質能引起皮膚的毛細血管擴張，血漿從血管中滲出到真皮，而出現皮膚發痒和風團塊。
有些患者則是由於免疫球蛋白E所介導而產生的，患這種皮膚劃痕症的人經常無緣無故地覺得皮膚發痒，於是用指甲抓撓或用鈍物擦劃皮膚，就出現一條條紅斑風團，接著風團便水腫高出皮面，並在紅斑風團的邊緣部位出現紅暈現象。

### 「即刻型」和「延遲型」
此外，症狀性劃痕症再分「即刻型」和「延遲型」兩種，兩者都由變態反應引起。前者常見的致病原為青黴素，這種過敏不一定先有藥物反應，用青霉素治療的病人中有八成病人對皮膚劃痕試驗呈陽性反應，並且部分病人在停用青霉素後很久仍對皮膚劃痕試驗呈陽性反應。除了青霉素外，如果病人曾有細菌感染，如急性扁桃腺炎、膽囊炎、闌尾炎等、或昆虫叮咬等也會引起即刻型症狀性皮膚劃痕症的發生。而延遲型症狀性皮膚劃痕症的發病則與真菌過敏有關，抗原常為真菌產物，所以足癬患者易伴發延遲型症狀性皮膚劃痕症。

## 兒童皮膚劃痕症
皮膚劃痕症可發生於任何年齡，兒童也不例外。兒童皮膚劃痕症常常與麻疹同時發病，也可在各種感染性疾病、精神緊張及藥物過敏時發生。兒童皮膚劃痕症或麻疹發病特點多是過敏反應所致。